# Hradiště Na valech (Horní Přím)
Jižně od obce Horní Přím v okrese Hradec Králové se na okraji Přímského lesa v poloze Na Valech nalézají zbytky doposud blíže nedatované fortifikace, jejíž pozůstatky jsou chráněny jako kulturní památka.

## Historie
Datování dochovaných valů kolísá podle jednotlivých autorů od pravěkého či raně středověkého hradiště, přes středověké stáří (podle Augusta Sedláčka jde o pozůstatek tvrze), až po raně novověký vojenský tábor snad z třicetileté války, za který valy považoval Josef Ladislav Píč.

## Popis
Areál měří asi 150 × 180 metrů. Opevnění se dochovalo pouze na severoseverovýchodní až jihovýchodní straně v podobě dvojice souběžných valů o délce asi 90 metrů (vnější dosahuje výšky až 3,5 metru, vnitřní má maximální výšku 2 metry) a krátkého valu o délce cca 30 metrů na západě až západoseverozápadě. Severozápadní až severní stranu areálu zcela zničila novodobá pískovna a štěrkovna. Na jižní až jihozápadní straně není fortifikace patrná – jedinou obranu tu skýtá mírný svah, místy s přibližně 1–1,5 metrů velkým převýšením (část terénu je navíc podmáčena).
Ve vnitřním areálu nejsou patrny žádné další stopy po dalším členění, přestože L. Domečka (ředitel hradeckého musea a archeolog) ještě na počátku 20. století hovoří o „trojím valu a dvojím příkopu na straně severovýchodní a jihovýchodní“ a v souvislosti a nálezy hrobů se zmiňuje o „středním val“ – tuto část areálu zničila postupující těžba písku a štěrku.

## Galerie

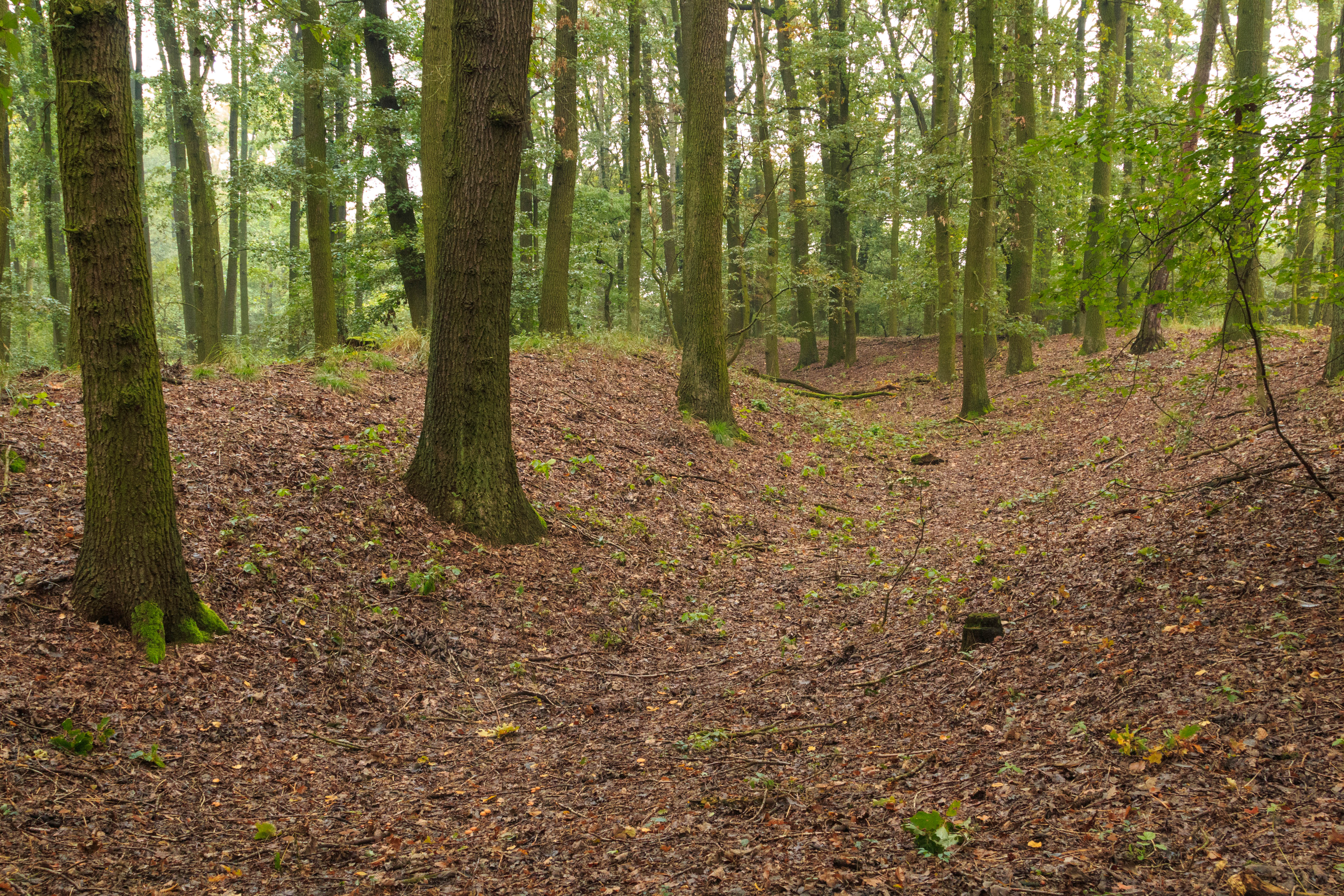
Slovanské hradiště Na valech, Horní Přím
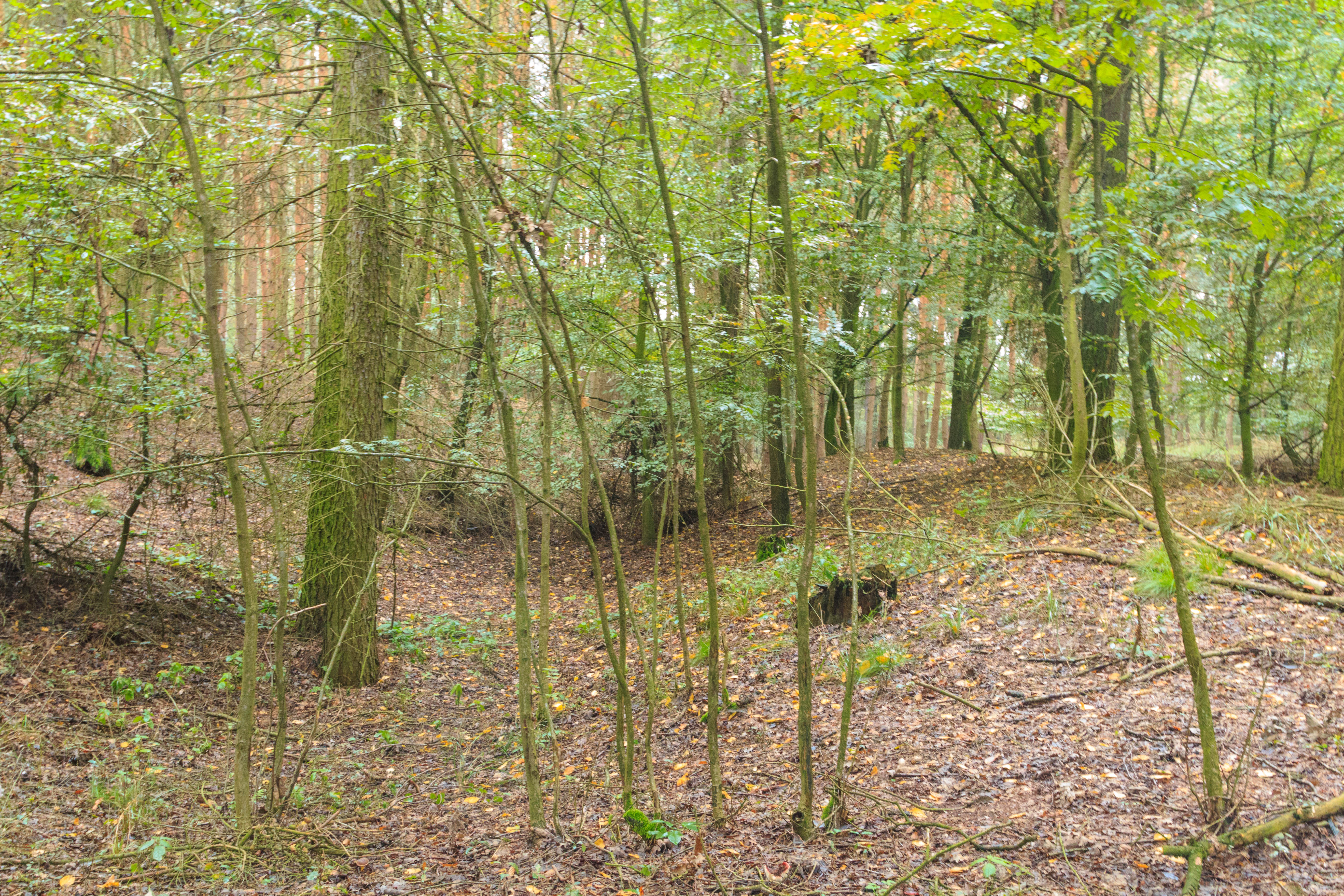
Slovanské hradiště Na valech, Horní Přím
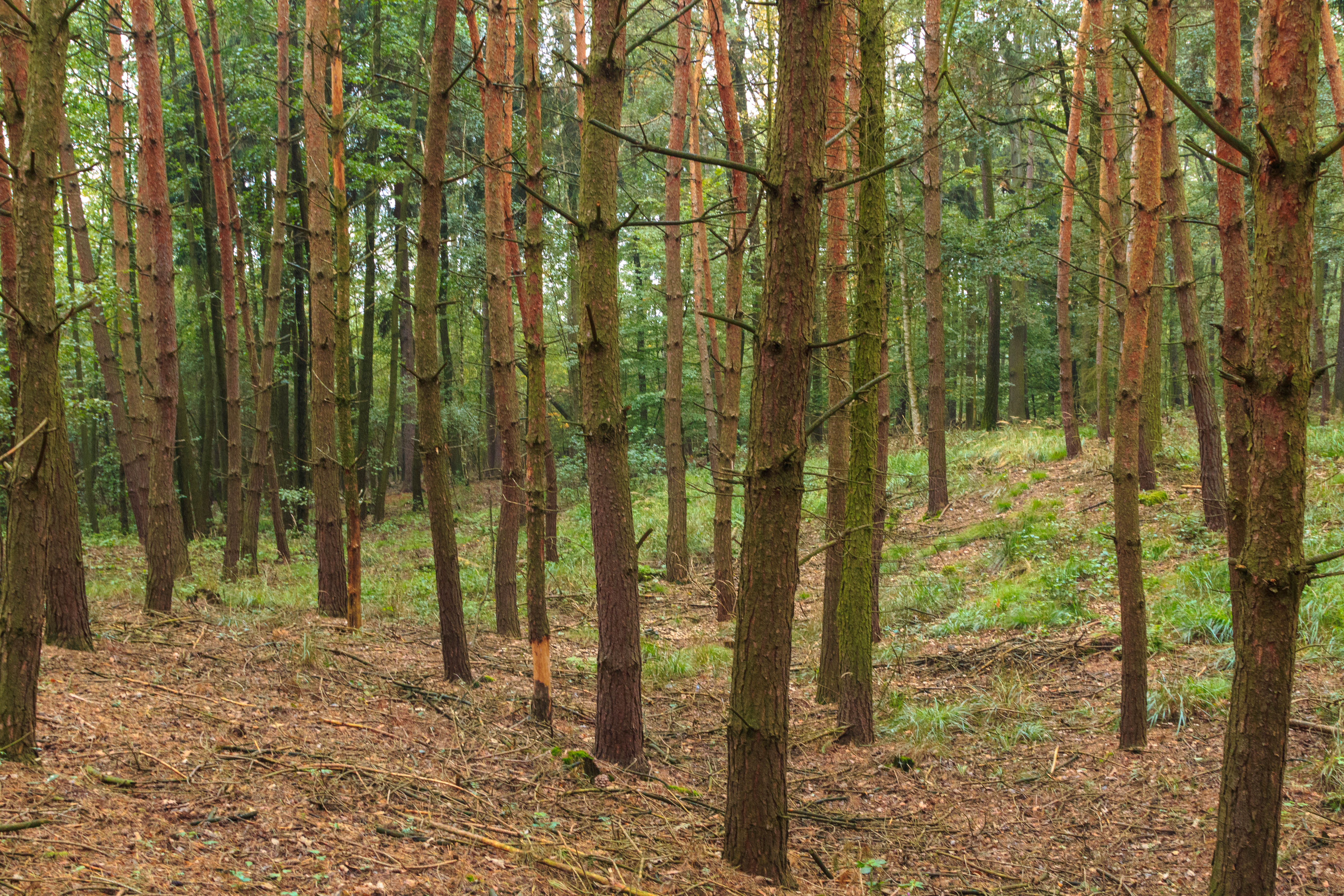
Slovanské hradiště Na valech, Horní Přím
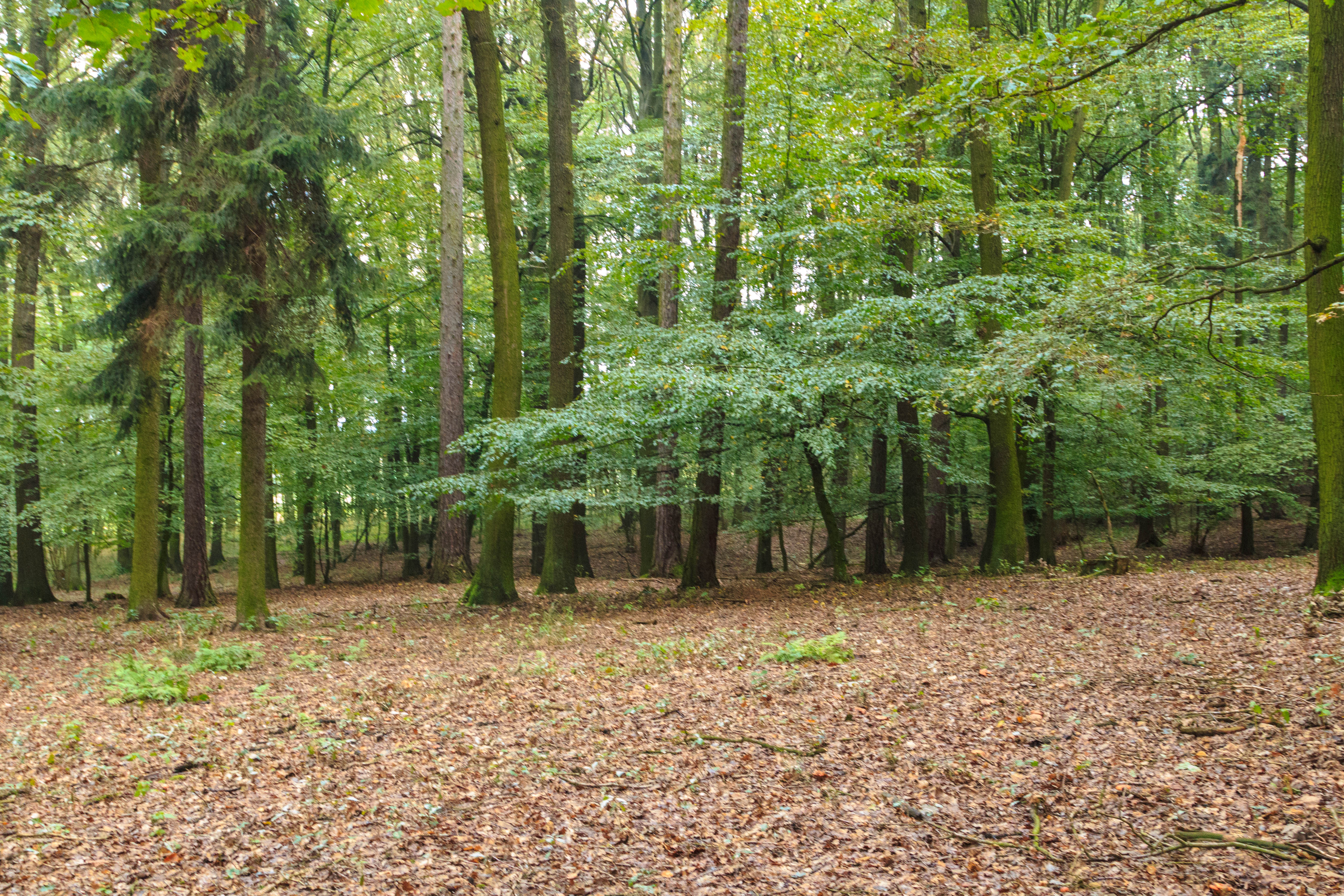
Slovanské hradiště Na valech, Horní Přím
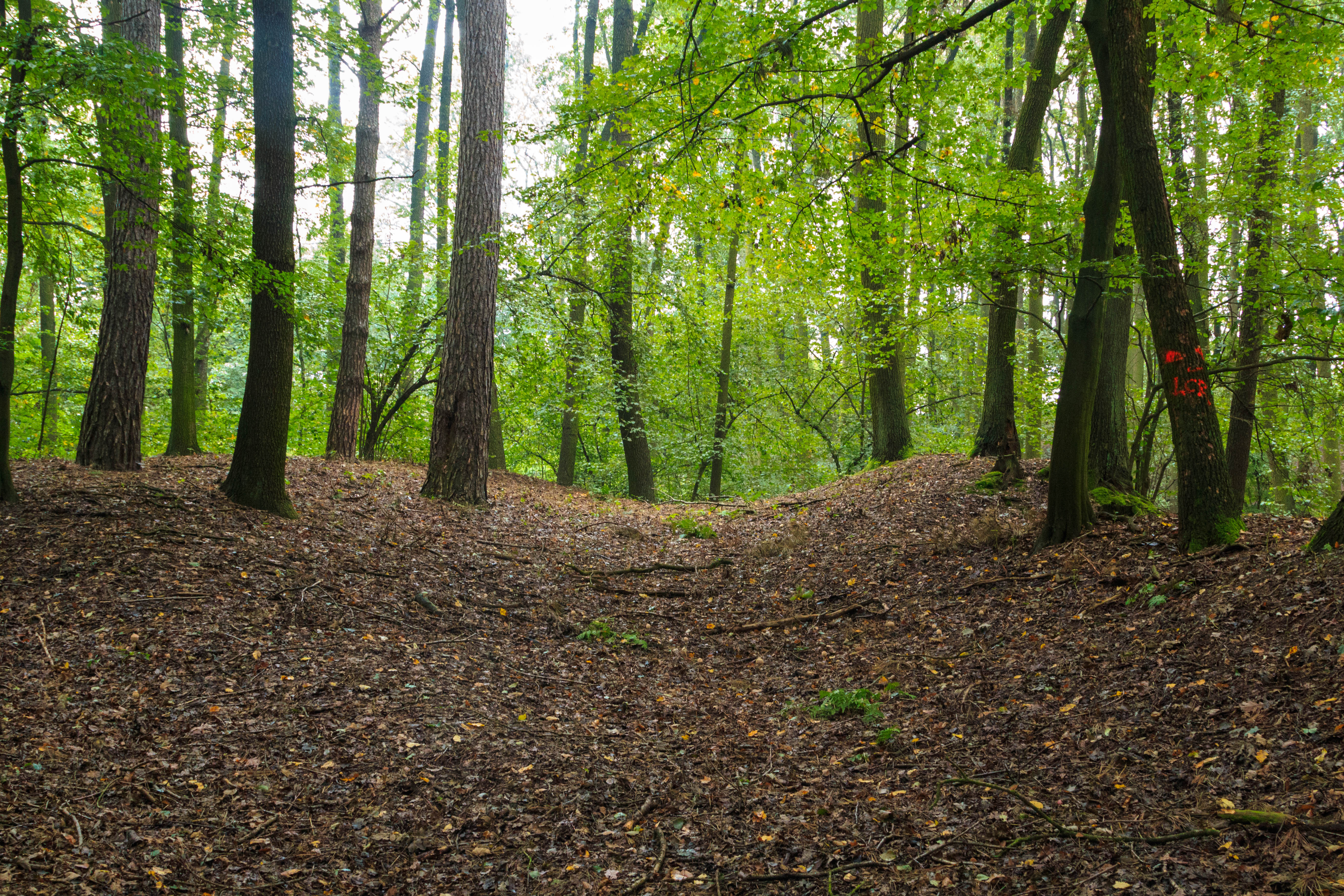
Slovanské hradiště Na valech, Horní Přím